# Кумрия Андреева
Кумрия Андреева е българска революционерка, деятелка на Вътрешната македоно-одринска революционна организация.

## Биография
Кумрия Андреева е родена през 1872 година в дебърското село Тресонче, тогава в Османската империя. Присъединява се към ВМОРО като куриер в Кичевско и Галичко. През 1913 година, когато в Тресонче се установява сръбска власт, заради революционната си българска дейност е арестувана от сръбските власти, завлечена е пред църквата „Св. св. Петър и Павел“ в селото, разсъблечена е и е пребита до смърт. Тялото ѝ е оставено, за да бъде изядено от кучета.